# 15. kozački konjanički korpus SS-a
XV. kozački konjanički korpus SS-a bila je njemačka oružana postrojba uglavnom popunjena Kozacima iz Sovjetskog Saveza koja je tijekom Drugog svjetskog rata djelovala na području Nezavisne Države Hrvatske.

## Nastanak postrojbe
Nakon dolaska na područje južne Rusije tijekom prodora prema Staljingradu i Kavkazu 1942. godine, gdje je na Krimu, Kubanu, uz rijeku Don i drugdje postojao znatan broj naselja napučenih Kozacima - slavenskom etničkom skupinom ruskog jezika i pravoslavne vjere, te miješanog ukrajinskog, ruskog i poljskog podrijetla, koja je već stoljećima obavljala funkciju graničarskog stanovništva vjernog ruskoj monarhiji, te uvelike okrenutog vojnom pozivu i s jednom konjaničkom vojničkom etničkom kulturom u velikoj mjeri obilježenoj izloženošću kulturalnim utjecajima s Kavkaza, prema kojemu je stoljećima bio okrenut veliki dio njihovog vojnog angažmana, te su kozačka naselja dijelom bila izmiješana s onima naseljenima Čerkezima (Adigejcima)  - njemačke vojne snage su došle u priliku da novače Kozake, čija je etnička zajednica bila od strane sovjetskog komunističkog režima tretirana kao neprijateljska, i važnim uporištem kontrarevolucije. Na Kubanu, uspostavile su njemačke okupacijske vlasti u listopadu 1942. godine i Kubanski kozački okrug.
Dio Kozaka se odazvao pozivu za ulazak u njemačku vojsku (mnogo više ih je mobilizirano u redove Crvene armije, gdje su se tijekom II. svj. rata prilično iskazali svojim borbenim sposobnostima).
U sastavu Wehrmachta osnovano je tijekom 1942. godine više kozačkih pukovnija, koje su 4. kolovoza 1943. godine objedinjene u 1. kozačku konjaničku diviziju Wehrmachta. Za zapovjednika je imenovan njemački konjanički general Reiterverband Pannwitz. Postrojbe su uglavnom korištene za aktivnosti protiv ruskih partizana, u pozadini njemačkih postrojbi.
Od kolovoza 1943. god. poduzete su radnje radi premještanja Panwitzove postrojbe u sastav SS-a, što je formalno izvedeno u studenom 1943. godine. S prelaskom divizije u sastav SS-a, premještena je u sastav te divizije još i Kozačka regimenta iz sastava Dobrovoljačke etničke divizije (Freiwilligen-Stamm-Division), koju je SS bio formirao na području Francuske, uglavnom iz redova sovjetskih zarobljenika koji su potjecali s Kavkaza.
U veljači 1945. godine je 1. kozačka konjanička divizija, koja je imala 25.000 pripadnika, podijeljena na dvije divizije, objedinjene u XV. konjanički korpus SS-a.

## Angažman na području NDH
Već od listopada 1943. godine postrojba se premješta u sastav njemačke 2. oklopne armije, na zadatke zaštite strateške željezničke komunikacije Zagreb - Beograd, te 12. listopada 1943. god. sudjeluje u prvim protupartizanskim akcijama na Fruškoj Gori u Srijemu. Lokalno stanovništvo ih uglavnom naziva "Čerkezi" - po imenu jednog od kavkaskih naroda koji su obitavali na području gdje su živjeli i Kozaci, te koji su s Kozacima dijelili neke folklorne tradicije.
Izgleda da je njemačko vodstvo ocijenilo da ravničarsko područje Slavonije i Srijema dovoljno naliči jugu Rusije, te je prikladno ondje upotrijebiti kozačke postrojbe. Izuzev na tom području, Kozaci će djelovati na također ravničarskim područjima sjevera Bosne, u okolici Zagreba, te u dijelu Slovenije oko Metlike.
Četiri pukovnije 1. kozačke divizije - Donska, Kubanska, Terečka i Sibirska - došle su ubrzo na glas kao vrlo protukomunističke nastrojene, izrazito borbene i vrlo okrutne. Bilježi se, također, da su mnogi vojnici došli u pratnji svojih obitelji, koje su izbjegle iz južne Rusije kada je Crvena armija otamo potisnula njemačke snage.
Nakon što su "Čerkezi" u prvim tjednima svojega angažmana u Hrvatskoj izvršili masovna silovanja, pljačke i paleži, te povješali mnoštvo ljudi po telegrafskim stupovima uz željezničku prugu (izgleda, nastavljajući način protupartizanskog djelovanja kakvoga su prakticirali u Rusiji), vlasti NDH su se žalile sve do samog Hitlera. Naposljetku su prijeki njemački vojni sudovi tijekom prva dva mjeseca djelovanja divizije u NDH bili izrekli barem po 20 smrtnih kazni u svakoj od četiri kozačke pukovnije.
Nakon toga, ponašanje kozačkih postrojbi je bilo uglavnom usklađeno s pravnim normama koje uređuju regularno ratovanje.

## Kraj u Staljinovim gulazima
Na kraju rata, kozačke postrojbe su se povukle u Austriju i predale Britancima; kod predaje oružja im je bila obećana zaštita kakva pripada ratnim zarobljenicima. Britanci su ih međutim ubrzo izručili Crvenoj armiji - izuzev manjeg broja koji je bijegom uspio izbjeći to izručenje - te su oni mahom izgubili života u sovjetskim gulazima.